# 笠松町こども館
笠松町こども館（かさまつちょうこどもかん）は岐阜県羽島郡笠松町の子育て支援施設（地域子育て支援拠点施設）。小型児童館。

## 概要
- 子育て支援の拠点、こどもの遊び、健康増進、情操を豊かにするための施設である[2]。
- 1968年（昭和43年）1月、笠松町児童館として田代290番地に開館（木造平屋建、敷地面積2,192m2、建物面積348.6m2）。2018年（平成30年）に笠松町こども館に改称[3]。運営は社会福祉法人笠松町地域振興公社に委託されている。
- 利用対象は児童及び乳幼児（0歳から18歳未満）。乳幼児は保護者の付き添いが必要である。開館時間中は自由に出入りし利用が可能であるが、団体利用の場合は事前予約が必要である。
- 施設の老朽化もあり、2022年（令和4年）に桜町93番地に新築移転。3月6日から利用が開始される[4]。当初はオープンイベントが予定されていたが新型コロナウイルス感染症まん延防止措置に伴い延期されている[5]。

## 施設概要
- 遊戯室
- 集会室
- 図書室
- 静養室
- 多目的ホール

## 利用案内
- 所在地：岐阜県羽島郡笠松町桜町93番地
- 開館時間：9:00 - 17:00
- 休館日 : 月曜日、年末年始（12月29日 - 1月3日）

## 交通機関
- 名鉄竹鼻線「西笠松駅」下車、徒歩約10分
- 笠松町公共施設巡回町民バス「笠松郵便局前」バス停より徒歩約5分
- チョイソコカラタン「こども館」バス停より徒歩すぐ

## 周辺施設
- 西笠松駅
- 笠松町立笠松中学校
- 笠松郵便局
- 笠松町厚生会館
- 笠松刑務所

## その他
- 笠松町田代の旧・笠松町こども館の跡地は松波総合病院が取得。新館を建設予定である。